# Bucks Fizz
Bucks Fizz – brytyjski zespół muzyczny, który powstał w 1981 roku w celu rywalizacji w 26. Konkursie Piosenki Eurowizji w Dublinie. W konkursie tym zespół wystartował w składzie: Bobby G, Cheryl Baker, Mike Nolan oraz Jay Aston i zwyciężył piosenką "Making Your Mind Up".
W listopadzie 1981 nagrali swój największy przebój "The Land of Make Believe". Kolejnymi przebojami były utwory "My Camera Never Lies" z roku 1982, "Piece Of The Action" (1981), "One Of Those Nights" (1981), "Now Those Days Are Gone" (1982), "If You Can't Stand The Heat" (1982), "Run For Your Life" (1983), "When We Were Young" (1983), "London Town" (1983), "Talking In Your Sleep" (1984) i "New Beginning (Mamba Seyra)" (1986).

## Dyskografia: Albumy
- 1981 – Bucks Fizz
- 1982 – Are You Ready?
- 1983 – Hand Cut
- 1983 – Greatest Hits
- 1984 – I Hear Talk
- 1986 – Writing On The Wall
- 1988 – The Story So Far
- 1991 – Live at Fairfield Halls
- 2005 – Legends
- 2005 – The Ultimate Anthology
- 2006 – The Lost Masters
- 2007 – The Very Best Of Bucks Fizz (CD/DVD)
- 2008 – The Lost Masters 2 – The Final Cut

## Single
- 1981 – "Making Your Mind Up"
- 1981 – "Piece Of The Action"
- 1981 – "One Of Those Nights"
- 1981 – "The Land Of Make Believe"
- 1982 – "My Camera Never Lies"
- 1982 – "Now Those Days Are Gone"
- 1982 – "If You Can't Stand The Heat"
- 1982 – "Run For Your Life"
- 1983 – "When We Were Young"
- 1983 – "London Town"
- 1983 – "Rules Of The Game"
- 1984 – "Talking in Your Sleep"
- 1984 – "Golden Days"
- 1984 – "I Hear Talk"
- 1985 – "You And Your Heart So Blue"
- 1985 – "Magical"
- 1986 – "New Beginning (Mamba Seyra)"
- 1986 – "Love The One You´re With"
- 1986 – "Keep Each Other Warm"
- 1988 – "Heart Of Stone"
- 1989 – "You Love Love"